# ليونارد ولسي بيكون
ليونارد ولسي بيكون (بالإنجليزية: Leonard Woolsey Bacon)‏ هو عالم عقيدة أمريكي، ولد في 1830 في نيو هيفن في الولايات المتحدة، وتوفي في 12 مايو 1907.